# Oana Orlea
Oana Orlea, de son vrai nom Maria-Ioana Cantacuzino, née le 21 avril 1936 à Fălticeni et morte le 23 juillet 2014 à Maignelay-Montigny,  est une écrivaine et ancienne prisonnière politique roumaine exilée en France de 1980 jusqu'à sa mort.

## Biographie

### Origines et Vie privée
Oana Orlea naît le 21 avril 1936 de l'aviateur Bâzu Cantacuzino et d’Anca Diamandi. Elle est la nièce par alliance du compositeur George Enescu, décédé en 1955 à Paris.
En 1944, elle entame ses études à l'École Centrale de Bucarest qu'elle ne termine qu'en 1965 à l'École "I. L. Caragiale", dans la section sans fréquentation.
En 1952, à l'âge de 16 ans, elle est arrêtée et condamnée à quatre ans de prison, accusée de complot et d'action subversive contre l'État pour avoir distribué des manifestes anticommunistes. Elle purge sa peine de prison jusqu'en 1954. 

### Parcours littéraire
Oana Orlea est l'autrice de plusieurs romans, rédigés aussi bien en roumain qu'en français.
Dans les années 1960, Ioana Cantacuzino réussit à publier sept livres - de la prose courte et des romans - sous le pseudonyme d'Oana Orlea.
En 1980, elle établit sa résidence en France où elle sollicite et obtient l'asile politique. 
Inspirée de ses expériences en prison, elle écrit une autobiographie sur sa jeunesse volée. Elle signe ses livres de son nom de femme mariée, Oana Orlea.

## Publications
- (fr) Un sosie en cavale: roman, Seuil, 1986 (ISBN 978-2-02-009121-3).
- (fr) Les années volées : dans le goulag roumain à 16 ans, Paris, coll. « L'Histoire immédiate », 1992[8].